# Werma Automóveis
Werma Automóveis Ltda. war ein brasilianischer Hersteller von Automobilen.

## Unternehmensgeschichte
Das Unternehmen aus Rio de Janeiro stellte ab 1987 Automobile her, die als Fly vermarktet wurden. Ein Händler war in Campos dos Goytacazes. Ende der 1980er Jahre endete die Produktion.

## Fahrzeuge
Das einzige Modell war ein VW-Buggy. Er basierte auf einem gekürzten Fahrgestell von Volkswagen do Brasil. Ein luftgekühlter Vierzylinder-Boxermotor mit wahlweise 1300 cm³, 1500 cm³ oder 1600 cm³ Hubraum im Heck trieb die Hinterräder an. Die offene Karosserie aus Fiberglas ähnelte den Buggies von Buggymania. Auffallend waren die Scheinwerfer auf den vorderen Kotflügeln.